# Oreonectes furcocaudalis
Oreonectes furcocaudalis és una espècie de peix de la família dels balitòrids i de l'ordre dels cipriniformes.

## Morfologia
- Els mascles poden assolir 5,9 cm de longitud total.
- Part superior del cap plana.
- Ulls rudimentaris.
- Nombre de vèrtebres: 34-36.
- 12 radis tous a l'aleta dorsal i 9 a l'anal.
- Origen de l'aleta dorsal abans del de l'aleta pelviana.
- Aleta caudal bifurcada.
- Part posterior del cos amb escates petites.[6][7]

## Hàbitat
És un peix d'aigua dolça, cavernícola, demersal i de clima tropical.

## Distribució geogràfica
Es troba a Àsia: Guangxi (la Xina).